# Gilles Panizzi
Gilles Panizzi (Roquebrune-Cap-Martin, 1965. szeptember 19. –) francia raliversenyző. Pályafutása alatt kétszer nyerte meg a francia ralibajnokságot, valamint hét futamgyőzelmet szerzett a rali-világbajnokságon.

## Pályafutása
1996-ban és 1997-ben megnyerte a francia ralibajnokságot.

### Rali-világbajnokság
Az 1990-es Monte Carlo-ralin debütált a világbajnokságon.
1999 és 2003 között a Peugeot gyári versenyzője volt. A francia gyár leginkább aszfaltos borítású versenyekre nevezte. Hét győzelmet is szerzett ez időszak alatt; a sanremoi viadalon háromszor, a Korzika-, valamint a katalán ralin pedig két-két alkalommal végzett az első helyen.
2004-ben és 2005-ben a Mitsubishi alakulata alkalmazta. Legjobb eredménye egy a 2005-ös Monte Carlo-ralin szerzett harmadik helyezés volt, melyet a japán gyárral elért.
2006-ban két futamon indult a Skoda versenyzőjeként, ám mind a két versenyen csak a tizedik pozícióban zárt.
Érdekesség, hogy teljes világbajnoki pályafutása alatt testvére, Hervé navigált neki.

## Eredményei

### Rali-világbajnoki győzelmei
| #  | Dátum                  | Rali         | Navigátor     | Autó            | Összefoglaló |
| -- | ---------------------- | ------------ | ------------- | --------------- | ------------ |
| 1. | 2000. szept 28 - okt 1 | Korzika-rali | Hervé Panizzi | Peugeot 206 WRC | Összefoglaló |
| 2. | 2000. október 19-22    | Sanremo-rali | Hervé Panizzi | Peugeot 206 WRC | Összefoglaló |
| 3. | 2001. október 4-7      | Sanremo-rali | Hervé Panizzi | Peugeot 206 WRC | Összefoglaló |
| 4. | 2002. március 7-10     | Korzika-rali | Hervé Panizzi | Peugeot 206 WRC | Összefoglaló |
| 5. | 2002. március 21-24    | Katalán rali | Hervé Panizzi | Peugeot 206 WRC | Összefoglaló |
| 6. | 2002. szeptember 19-22 | Sanremo-rali | Hervé Panizzi | Peugeot 206 WRC | Összefoglaló |
| 7. | 2003. október 24-26    | Katalán rali | Hervé Panizzi | Peugeot 206 WRC | Összefoglaló |